# 佐川はるみ
佐川 はるみ（さがわ はるみ、1994年6月17日 - ）は、日本の元AV女優、スカトロジスト。クルーズグループ所属。

## 概要
2016年からAVへ出演を開始した。浣腸や放尿といったスカトロ作品を中心に出演しており、2018年からは脱糞、塗糞、食糞、ゲロといったハードスカトロ作品にも多く出演した。

## 出演作品
2016年
- 2月3日 『女子校生 診察浣腸』
- 10月25日 『おしっこ地獄2』
- 11月18日 『学校密集地域で密かに営業する女子校生が学割につられてやって来る整体マッサージ』

2017年
- 5月11日 『寝取り大好き妹に1週間分シコられた僕。 栄川乃亜』 彼女役

2018年
- 3月16日 『24時間出入り自由 変態脱糞ROOM3 佐川はるみ』
- 8月17日 『レズスカ・ルームシェア 久我かのん 佐川はるみ』
- 11月1日 『【VR】VR見上げてごらん』
- 11月23日 『ゲロスカフィストいじめ学級』
- 12月28日 『女戦闘員ジオール』

2019年
- 1月20日 『ドS女子学生 糞尿M男調教』
- 2月8日 『【VR】VR版糞尿M男調教 ドS女子学生W責めスペシャル』
- 3月17日 『エグエグモンスター 佐川はるみ』
- 3月22日 『ゲロスカいじめ学級2』